# Grupo da morte
Um grupo da morte em um torneio de várias fases é um grupo invulgarmente competitivo, porque o número de concorrentes fortes no grupo é maior do que o número de vagas de qualificação disponíveis para a próxima fase do torneio. Assim, na fase de grupos, serão necessariamente eliminados um ou mais competidores fortes do “grupo da morte”, que de outra forma seria esperado que avançassem ainda mais no torneio. O termo informal foi usado pela primeira vez para grupos nas finais da Copa do Mundo FIFA. Agora também é usado em outros torneios de futebol e outros esportes.
Após o sorteio de um torneio, muitas vezes surgem debates sobre qual dos grupos preliminares é "o" grupo da morte. Isto acontece por múltiplas razões: em parte, devido a debates mais gerais sobre as forças relativas dos vários concorrentes; mas, adicionalmente, porque não existe uma definição exata do termo “grupo de morte”. Às vezes, o termo significa simplesmente um grupo com apenas os competidores mais fortes, todos potenciais vencedores do torneio, o que implica que sempre existe exatamente um desses grupos; outras definições permitem múltiplos grupos de morte ou nenhum.
O termo às vezes é ridicularizado como uma invenção puramente jornalística, um clichê, ou uma simplificação excessiva baseada inteiramente na noção antidesportiva de que os resultados de tais torneios são amplamente previsíveis e que sempre há zebras, azarões e favoritos.

## Origem
O termo "grupo da morte" foi cunhado (em castelhano:  grupo de la muerte) por jornalistas mexicanos para o Grupo 3 da Copa do Mundo FIFA de 1970. Este contou com a atual campeã Inglaterra, o favorito e futuro campeão Brasil, a Tchecoslováquia, vice-campeã de 1962, e a Romênia.
Foi utilizado novamente no Grupo C da segunda fase da Copa do Mundo de 1982, na Espanha. Este agrupou a atual campeã Argentina, os futuros campeões Itália e o Brasil. Em 2007, o The Guardian chamou este de o Grupo da Morte mais mortal de todos os tempos.
Foi popularizado após o sorteio da Copa do Mundo de 1986, quando o técnico do Uruguai, Omar Borrás, descreveu o Grupo E, que incluía Uruguai, Alemanha Ocidental, Dinamarca e Escócia. Tal como aconteceu com o grupo de 1970, este foi o único com quatro seleções da Europa e da América do Sul. O rótulo foi amplamente repetido pela mídia de língua inglesa. Pelas regras do torneio de 1986, duas ou três das quatro equipes de cada grupo avançariam para a fase eliminatória; no evento, a Escócia foi a única seleção que não se classificou no protótipo do "grupo da morte". O Uruguai foi criticado pela persistente falta de jogo na partida decisiva contra a Escócia; Borrás foi suspenso por responder: "O Grupo da Morte? Sim, hoje teve um assassino em campo. O árbitro."

## Distribuição
Na Copa do Mundo, até 2018, a estratégia usual era cada grupo conter um time cabeça-de-chave e três times não cabeças-de-série, com os times não cabeças-de-série escolhidos em confederações regionais separadas. Algumas seleções norte-americanas, africanas e asiáticas são significativamente mais fortes que outras. O resultado líquido foi que alguns grupos podem ter tido equipas mais fortes do que outros. A partir da edição de 2018 este sistema foi alterado, sendo introduzida uma distribuição de equipas baseada no Ranking Mundial da FIFA, mas com limitações continentais ainda a manter.

## Debates e definições
No torneio da Copa do Mundo da FIFA propriamente dito, no Campeonato Europeu da UEFA e na Liga dos Campeões da UEFA, cada grupo preliminar tem quatro equipes, duas das quais se classificam para a fase eliminatória. Algumas fontes sugerem que todas as quatro equipes devem estar na disputa por um "grupo da morte"; outros permitem três equipes lutando por duas vagas, com um azarão compondo os números. Neste último caso, o termo ganha uma faceta adicional da esperada "morte" da equipa fraca: o Glasgow Herald descreveu o Grupo B do Euro 1992 como o "Grupo da Morte Certa" porque a Escócia estava agrupada com a Holanda, a Alemanha e o CEI. Mais extremo ainda, Ian Paul sugeriu que o Grupo B da semifinal da UEFA Champions League de 1992-93 era um "grupo da morte" para todos, exceto um time, o AC Milan, que tinha quase certeza de liderar o grupo e chegar à final. O Milan acabou vencendo todas as seis partidas contra IFK Göteborg, Porto e PSV.
A Liga dos Campeões da UEFA teve seu quinhão de grupos de morte: os destaques incluem o Grupo H na edição 2017–18 ( Real Madrid, Tottenham Hotspur, Borussia Dortmund e APOEL ), o Grupo C na edição 2018–19 ( Paris Saint-Germain, Liverpool, Napoli e Red Star Belgrado ), Grupo F na edição 2019–20 ( SK Slavia Praga, Inter de Milão, Borussia Dortmund, e FC Barcelona ), Grupo C na edição 2022–23 ( Bayern Munique, FC Barcelona, Inter de Milão e Viktoria Plzeň ) e Grupo F na edição 2023–24 ( Paris Saint-Germain, Borussia Dortmund, AC Milan e Newcastle United ).

### Termos relacionados
Ocasionalmente, são oferecidas alternativas ao “grupo da morte”. Javier Clemente disse sobre o Grupo D da Copa do Mundo de 1998: "Este não é o grupo da morte, como algumas pessoas disseram. É o grupo dos ataques cardíacos" John Harrell disse sobre o Grupo E da Copa do Mundo de 1994:"A caracterização pode ser um pouco duro. Talvez 'Grupo de Surpresas' seja um termo melhor."
O Grupo F da Copa do Mundo de 1986, com dois gols nos primeiros quatro jogos combinados, foi apelidado de "Grupo do Sono".
Antes do sorteio do torneio UEFA Euro 2012, o escritor financeiro Chris Sloley cunhou o termo "Grupo da Dívida" para um possível grupo composto por países endividados do PIIGS; no evento, três destes ( Espanha, Itália e República da Irlanda) foram agrupados junto com a Croácia no Grupo C, enquanto Grécia e Portugal ficaram em outros grupos.
O "Grupo dos Campeões" tem sido usado na Liga dos Campeões da UEFA tanto para grupos onde todas as equipes são ex-campeãs daquela competição, quanto para grupos onde todas as equipes são campeãs nacionais.